# Svenska kyrkans mission
Svenska kyrkans mission (SKM) var före 2008 namnet på en av Svenska kyrkans missionsorganisationer. Sedan 2008 är SKM sammanslaget med Lutherhjälpen. Därefter bedrevs verksamheten under namnet "Svenska kyrkans internationella arbete". Numera är namnet för det internationella arbetet Act Svenska kyrkan.
SKM hade till uppgift att sprida evangeliet om Jesus runt om i världen, att representera Svenska kyrkan i många internationella sammanhang och att stå på de utsattas sida runt om i världen.
Organisationen gav även ut en tidning med titeln Mission.

## Historik
SKM bildades 1874 som en kyrkomission med uppdrag att å hela Svenska kyrkans vägnar bidra till att självständiga kyrkor skulle kunna bildas i fler delar av världen. Svenska kyrkans missionsstyrelse var reglerad i kyrkolagen. Ledamöterna valdes av kyrkomötet, och ärkebiskopen var självkriven ordförande. Missionsstyrelsens centrala kansli låg sedan starten i Uppsala, senare i Kyrkans hus. Dess chefstjänsteman kallades missionsdirektor. År 2008 slogs SKM samman med Lutherhjälpen.

## SKM:s f.d. missionsfält – numera självständiga kyrkor i Tredje världen
Svenska kyrkans mission har haft en rad egna missionsfält. Överallt på dessa har skolundervisning, sjukvård och prästutbildning etablerats. Det yttersta syftet har varit nybildade kyrkors självstyre, självfinansiering och självutbredning. Alla de tidigare missionsfälten (utom Kina/Japan) är i dag självständiga kyrkor med inhremsk ledning och inhemska biskopar. 
- I Sydafrika upptogs mission 1876. Arbetet bedrevs i Zululand och Natal samt i Johannesburg med förorten Roodeport. Man hade 14 huvudstationer och 73 bistationer. Runt 1950 hade man 54 missionärer. Missionen resulterade i att den så kallade Zulukyrkan grundades, vilken står under ledning av en biskop. Av de svenska missionärerna har Erik Sundgren och Helge Fosseus varit dess biskopar. Kyrkans centrum finns i Dundee i Natal med skolor, sjukhus och sjuksköterskeskola.

- I dåvarande Rhodesia upptogs mission 1903 och efter ett längre avbrott på nytt 1908. Missionsfältet låg inom Belingwe- och Gwanda-distrikten och bedrevs bland karanger, vender och basuter. Man hade 9 missionsstationer. Runt 1950 hade detta fält 48 missionärer. Seminarier och sjukhus fanns i Mnene. Missionens skolor hade då ca 10 000 elever och på sjukhusen handlades årligen ca 11 000 patienter. År 1941 konstituerades Evangelical Lutheran Church in Rhodesia (numera "in Zimbabwe"). Dess konstitution införde biskopsämbetet 1963 och till dess förste biskop utsågs den svenske missionären Sigfrid Strandvik.

- I dåvarande Tanganyika fanns tysk luthersk mission sedan 1880-talet. Då de tyska missionärerna internerades eller sändes hem under Andra världskriget fick den amerikanska Augustanasynoden av landets regering ansvaret för de förutvarande tyska missionsfälten, omfattande cirka 115 000 kristna. Då detta översteg vad Augustanasynoden förmådde vände dess ledning sig till Svenska kyrkans mission med begäran om hjälp. År 1941 beslöt Svenska kyrkans missionsstyrelse att ställa sig till förfogande och sända missionärer. Man fick ansvaret för Bethelmissionens fält i Bukoba och dess arbete bland haya (folkgrupp)folket. Skolor, sjukhus och seminarier etablerades. Missionen resulterade i att den så kallade Hayakyrkan grundades, vilken 1961 fick i sin ledning en biskop med titeln biskop av Bukoba. Den svenske missionären, professor Bengt Sundkler blev kyrkans förste biskop. Hayakyrkan har senare gått upp som ett av stiften i den evangelisk-lutherska kyrkan i Tanzania. Runt 1950 hade man 23 missionärer.

- I Sydindien övertog Svenska kyrkans mission 1876 det arbete som påbörjats av Svenska missionssällskapet och utgjorde länge en del av den tyska Leipzigmissionens fält bland tamilerna. Detta arbete grundades av Lunds missionssällskap 1853. År 1901 fick Svenska kyrkans mission ett eget distrikt och 1914 en självständig ställning. 1915–1926 och 1939–1945 fick man svara även för det tyska arbetsområdet. Runt 1950 hade man 21 000 elever i skolorna och tog emot 2 500 patienter åriligen vid sjukhusen De båda missionerna grundade gemensamt 1919 den evangelisk-lutherska tamilkyrkan (TELC), vilken står under ledning av en biskop med titeln biskop av Tranquebar. Av de svenska missionärerna har Ernst Heuman, David Bexell, Johannes Sandegren och Carl Gustav Diehl varit biskopar där. En teologisk högskola inrättades i Gurukul.

- I Malaysia upptog 1907 den evangelisk lutherska tamilkyrkan i Sydindien (TELC) mission bland den 600 000 tamilerna i landet. I samråd med TELC upptog Svenska kyrkans mission 1961 arbete bland denna folkgrupp. År 1963 konstituerades Evangelical Lutheran Church in Malaysia and Singapore (ELCM) med episkopal konstitution. Som dess förste biskop utsågs den svenske missionären Bertil Envall. Kyrkans ledning och förvaltning finns i Kuala Lumpur och man har evangelisationsarbete i Pinang och Teluk Anson. Prästutbildningen sker vid Trinity Theological College i Singapore.

- I Kina upptog Svenska kyrkans mission arbete 1918 i samarbete med Kinas KFUK. År 1920 fattades beslut om en luthersk högskola i Taohwalun. Arbetet måste nedläggas 1931 på grund av de politiska förhållandena. Kring 1949 fanns i Kina 14 missionärer. Strax därefter tvingades de evakuera eller fly på grund av de politiska förhållandena. Någon regelrätt dotterkyrka hann aldrig grundas i Kina.
- I dagens Eritrea och Etiopien finns idag självständiga kyrkor som kan spåra sina rötter till svenska kyrkan, dessa är etiopiska evangeliska kyrkan Mekane Yesus (EECMY), som för några år sedan gick om Svenska Kyrkan som världens största enskilda lutherska kyrka, och Evangeliska Lutherska Kyrkan i Eritrea (ELCE). Notera att dessa är sprungna ur den inomkyrkliga väckelserörelsen Evangeliska Fosterlandsstiftelsens mission och således i förlängningen Svenska Kyrkans, men inte liksom ovannämnda exempel specifikt ur SKM. De två länderna var genom historien ett och samma och de första svenska missionärerna Carlsson, Kjellberg och Lange anlände till Massawa 1866. [2] Från kyrkan de grundade skickades "eritreanska" missionärer 1898 till dagens Etiopien. Den förste svenska missionären i dagens Etiopien kom dock 1904 till huvudstaden Addis Abeba och hette Karl Cederkvist. Målet var att evangelisera bland Oromofolket. Deras insatser ledde småningom till att en självständig kyrka grundades som senare genom sammanslagningar blivit Mekane Yesus[3]. En inhemsk missionär av stor betydelse för spridningen av lutherdomen i landet var Onesimos Nesib som var en friköpt slav som i flera år studerade vid Johanneslunds missionsinstitut i Uppsala och efter att ha återvänt till Abessinien bland annat översatte bibeln till Oromiska.

## Missionsdirektorer
- 1928–1937 Gunnar Dahlquist
- 1937–1959 Arvid Bäfverfeldt
- 1960–1966 Carl Gustav Diehl
- 1970–1980 Tore Furberg
- 1981–1991 Biörn Fjärstedt
- 1991-1996 Birgitta Larsson
- 1997-2009 Hilda Lind

### Fotnoter
1. ↑  ”Det internationella arbetets historia”. Svenska kyrkan. 25 februari 2008. Arkiverad från originalet den 18 april 2013. https://archive.today/20130418095142/http://www.svenskakyrkan.se/default.aspx?id=661554. Läst 10 oktober 2015.
2. ↑  ”Eritrea”. https://www.efs.nu/internationellt/eritrea/. Läst 9 augusti 2020.
3. ↑  ”Etiopien”. https://www.efs.nu/internationellt/etiopien/. Läst 9 augusti 2020.